# Francis Garnier (bâtiment de transport)
Pour les articles homonymes, voir Francis Garnier (homonymie) et Garnier.
Le Francis Garnier était un bâtiment de transport léger français de la Marine nationale, mis en chantier en 1973 et admis au service actif en juin 1974.

## Histoire
Basé à Fort-de-France, il avait pour indicatif visuel L9031. Il fut désarmé le 16 février 2011. Sa coque porte désormais le numéro Q861.
Il fut baptisé du nom de l'officier de marine Francis Garnier (1835-1873).
Il fut amarré au port de Brest dès son désarmement en 2011 dans l'attente de son départ vers son lieu de démantèlement à Gand, en Belgique, qui a eu lieu fin avril 2017.